# Холанд (Индијана)
Холанд (енгл. Holland) град је у америчкој савезној држави Индијана.

## Демографија
По попису из 2010. године број становника је 626, што је 69 (-9,9%) становника мање него 2000. године.
| Група             | 2000.       | 2010.       |
| Белци             | 673 (96,8%) | 592 (94,6%) |
| Афроамериканци    | 0 (0,0%)    | 1 (0,2%)    |
| Азијати           | 3 (0,4%)    | 2 (0,3%)    |
| Хиспаноамериканци | 15 (2,2%)   | 23 (3,7%)   |
| Укупно            | 695         | 626         |